# Sagbayan
Sagbayan es un municipio de la provincia de Bohol en Filipinas. Según el censo del 2007, tiene 19 399 habitantes. La localidad es una de las donde se encuentran las Colinas de Chocolate.

## Barangayes
Sagbayan se divide administrativamente en 24 barangayes.
| - Calangahan - Canmano - Canmaya Centro - Canmaya Diot - Dagnawan - Kabasacan - Kagawasan - Katipunan - Langtad - Libertad Norte - Libertad Sur - Mantalongon | - Población - Sagbayan Sur - San Agustín - San Antonio - San Isidro - San Ramón - San Roque - San Vicente Norte - San Vicente Sur - Santa Catalina - Santa Cruz - Ubojan |

## Historia
El 9 de febrero de 1949 los barrios de  Sagbayan, Canmaya Centro, Canmaya Diot, Canmano, San Antonio y San Isidro, así como los sitios de Santa Cruz, San Vicente Norte, San Vicente Sur, San Ramon y Kalangahan, que hasta ahora formaban parte del municipio de Clarín; los sitios de Mantalongon y de  Katipunan,  hasta ahora de Inabanga; y los sitios of Cabasacan y de  Ubuhan, hasta ahora de Balilihan, pasan a integrar el nuevo municipio de Borja con sede en el barrio de Sagbayán.